# Hypermerina kasyii
Hypermerina kasyii är en fjärilsart som beskrevs av Lemaire 1969. Hypermerina kasyii ingår i släktet Hypermerina och familjen påfågelsspinnare. Inga underarter finns listade i Catalogue of Life.